# AN/FPS-17

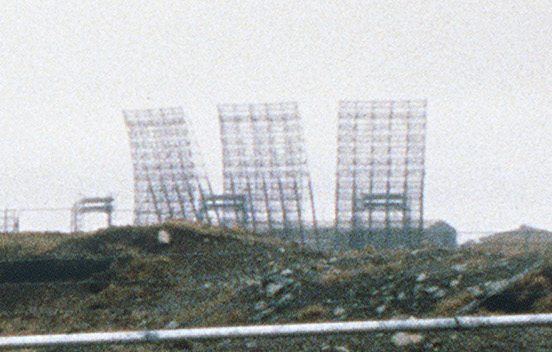
알래스카의 AN/FPS-17

AN/FPS-17는 1950년대 미국의 조기경보레이다이다. 전세계에 3개를 설치해 소련의 핵미사일을 감시했다.

## 제원
- 제작사: GE
- 실전배치: 1955년
- 높이: 175 ft (53 m)
- 너비: 110 feet (34 m)
- 주파수: 175-215 Mhz (VHF)
- 송신출력: 1.2 MW
- 탐지거리: 3,010 km